# Aŭtazavodskaja (metropolitana di Minsk)
La stazione Aŭtazavodskaja (Аўтазаводская; in russo Автозаводская?, Avtozavodkaja) è una stazione della metropolitana di Minsk, posta sull'omonima linea.